# جوزان نوكي (باقران)
جوزان نوكي (بالفارسية: جوزان نوکی) هي مستوطنة تقع في إيران في قسم باقران الريفي.